# Галкин, Владимир Игоревич
Владимир Игоревич Галкин (род. 29 декабря 1955, Москва) — российский физик, доктор физико-математических наук (2006).

## Биография
Окончил физический факультет МГУ (1979).
Профессор кафедры физики космоса физического факультета (2009-н.вр.). Ведущий научный сотрудник отдела излучений и вычислительных методов НИИЯФ.

## Научная деятельность
Область научных интересов: широкие атмосферные ливни космических лучей и первичный спектр, гамма-астрономия и рентгеновская астрономия.
Тема кандидатской диссертации «Исследование продольного развития широких атмосферных ливней по форме импульса черенковского излучения». Тема докторской диссертации «Многомерные модели каскадов в космических лучах и их использование для развития экспериментальных методов».

## Преподавание
В разные годы вёл и ведёт курсы
- «Вычислительная математика в простейших моделях естествознания»,
- «Численные методы в физике»,
- «Методы обработки физического эксперимента»,
- «Численные методы в физике космоса».